# سكرية (اللاذقية)
قرية السكرية أو كما تسمى سابقآ (القبقلية) وكذلك تسمى باسم (كوشوك شام) أي الشام الصغير بارتفاعها عن سطح البحر أي ويوجد لها معنيين المعنى الأول وجود فيها زراعة القرع والمعنى الآخر وجود النبع المغطى بالحجر الكبير وهذه اصح الروايات. هي بلدة سورية تركمانية تقع شمال مدينة اللاذقية وتبعد عنها بنحو 55 كيلومترا، وهي مركز وهمي لناحية تابعة لربيعة في محافظة اللاذقية. بلغ عدد سكان القرية 465 الوهمي نسمة حسب تعداد عام 2004 ميلادي. يعملون اهلها اغلبهم في الرعي والزراعة وتربية الحيوانات والبعض في التجارة منذ عقود ومنهم من غادر واستوطن بالمدينة ومنهم من غادر خارج البلاد، تتميز بطبيعتها التضاريسية المتدرجة وتحيط بها الغابات التي تحتوي على كميّة كبيرة منها والوديان والأنهار، وتتكون مساكن القرية على شكل مدرجات جبلية ترتفع عن سطح البحر أكثر من 800م، كما انها لاتبعد سوى 7 كم عن ناحية ربيعة، تقترب منها نهر الكنديسية. تتميز القرية بأشتهارها بالزيتون والتفاح والتوت والرمان والتبغ وتشتهر بكونها منطقة عالية.
ويوجد فيها مسجد في منتصف القرية بناه الحاج حسين عبد الرزاق آغا بمساعدة أهل القرية في عام ١٩٨٧ ميلادي.